# Klostergatan, Jönköping

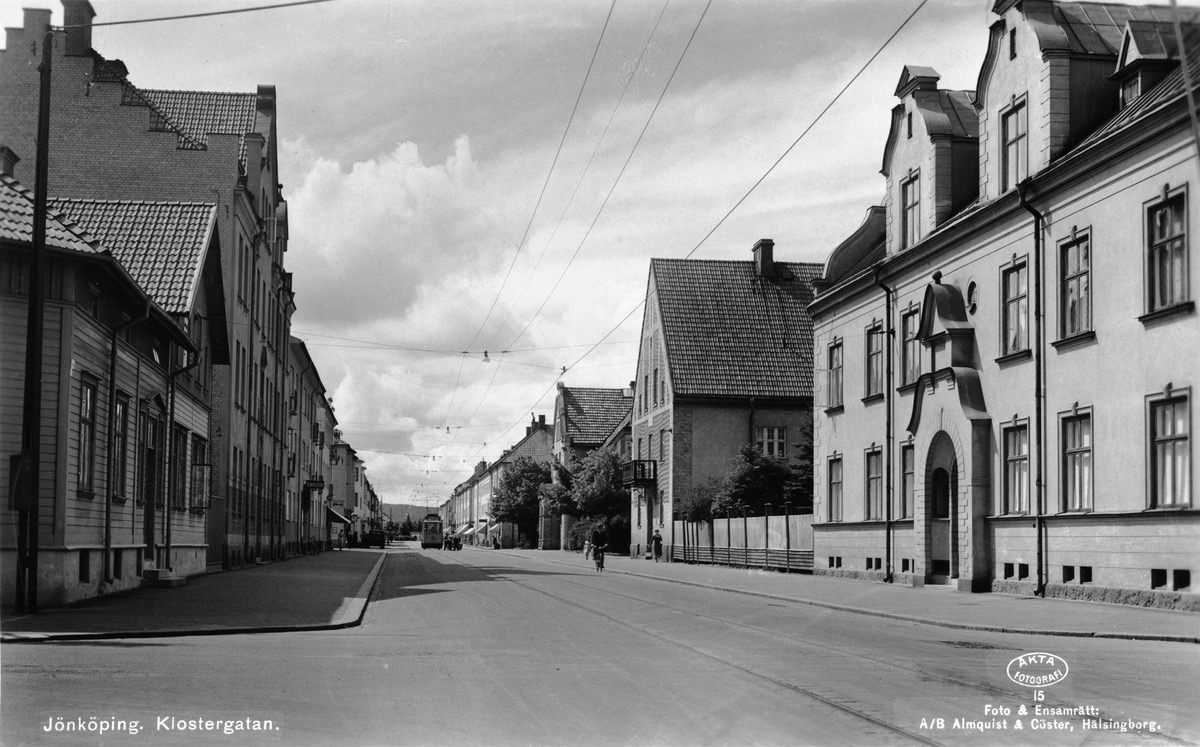
Klostergatan sedd söderut från Sjögatan

Klostergatan är en gata på Väster och Söder och i Torpa i Jönköping. Den är en av de två huvudlederna i nord-sydlig riktning på Väster och sträcker sig från Västra Storgatan i norr till Jordbron i söder, en sträcka på ungefär fyra kilometer.
Namnet kommer från Jönköpings kloster som verkade 1283–1544. 
Den södra delen av nuvarande Klostergatan, mellan Tabergsgatan och Jordbrovägen, hette fram till 1949 Norra Prästkärrsgatan.
När Jönköpings spårvägar anlades omkring 1907, valdes Klostergatan framför Barnarpsgatan för dess huvudlinje, utom för sträckan på två kvarter närmast Västra Storgatan, där den röda linjen under åren 1907—1930 gjorde en krok över Brunnsgatan—Barnarpsgatan till västra Storgatan.

## Byggnader och anläggningar utmed Klostergatan
- Sofiakyrkan
- Västra folkskolan
- Lasarettsparken
- Agnes minne
- Idas skola
- Torpaskolan
- Jönköpings katolska kyrka

## Bildgalleri

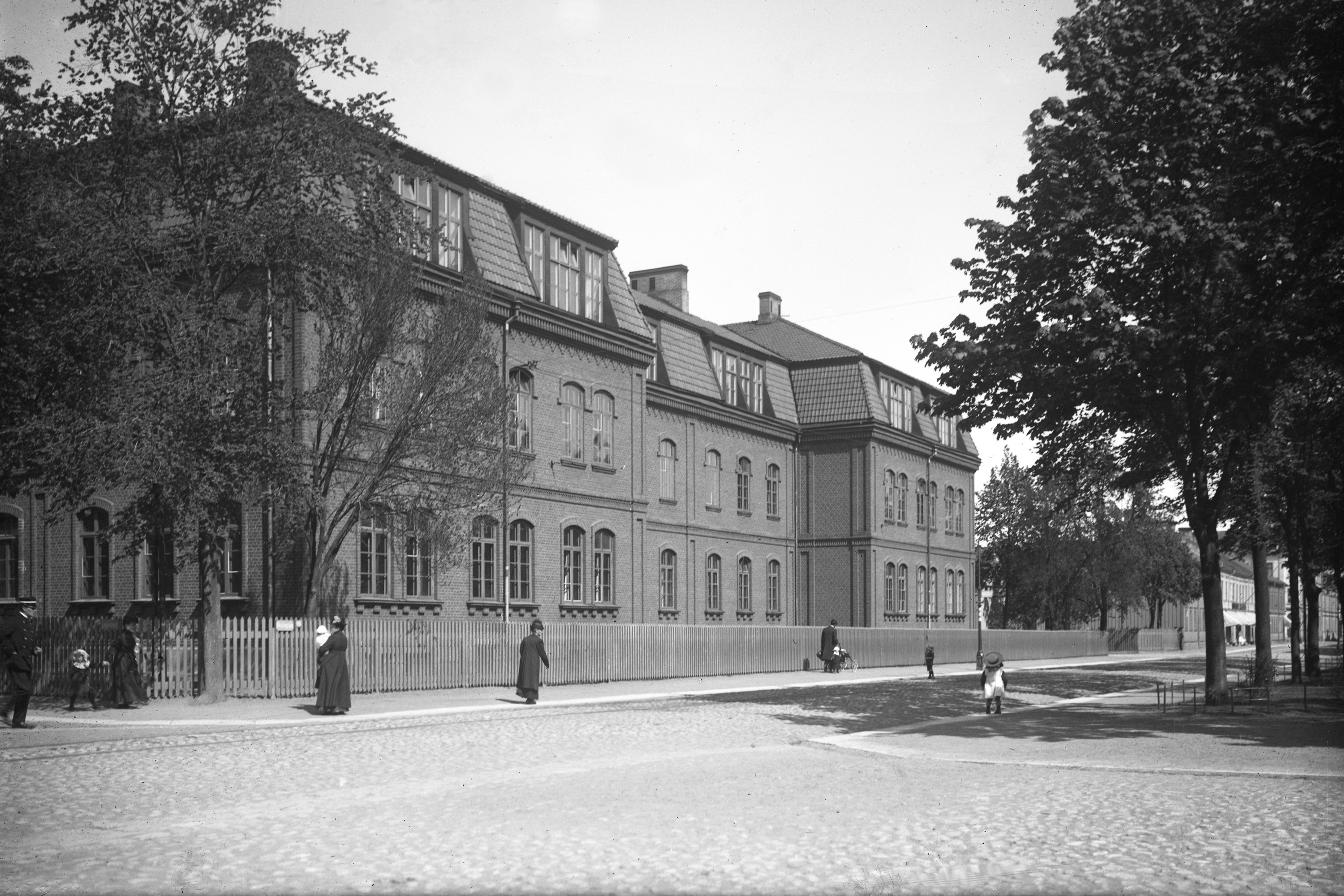
Västra folkskolan
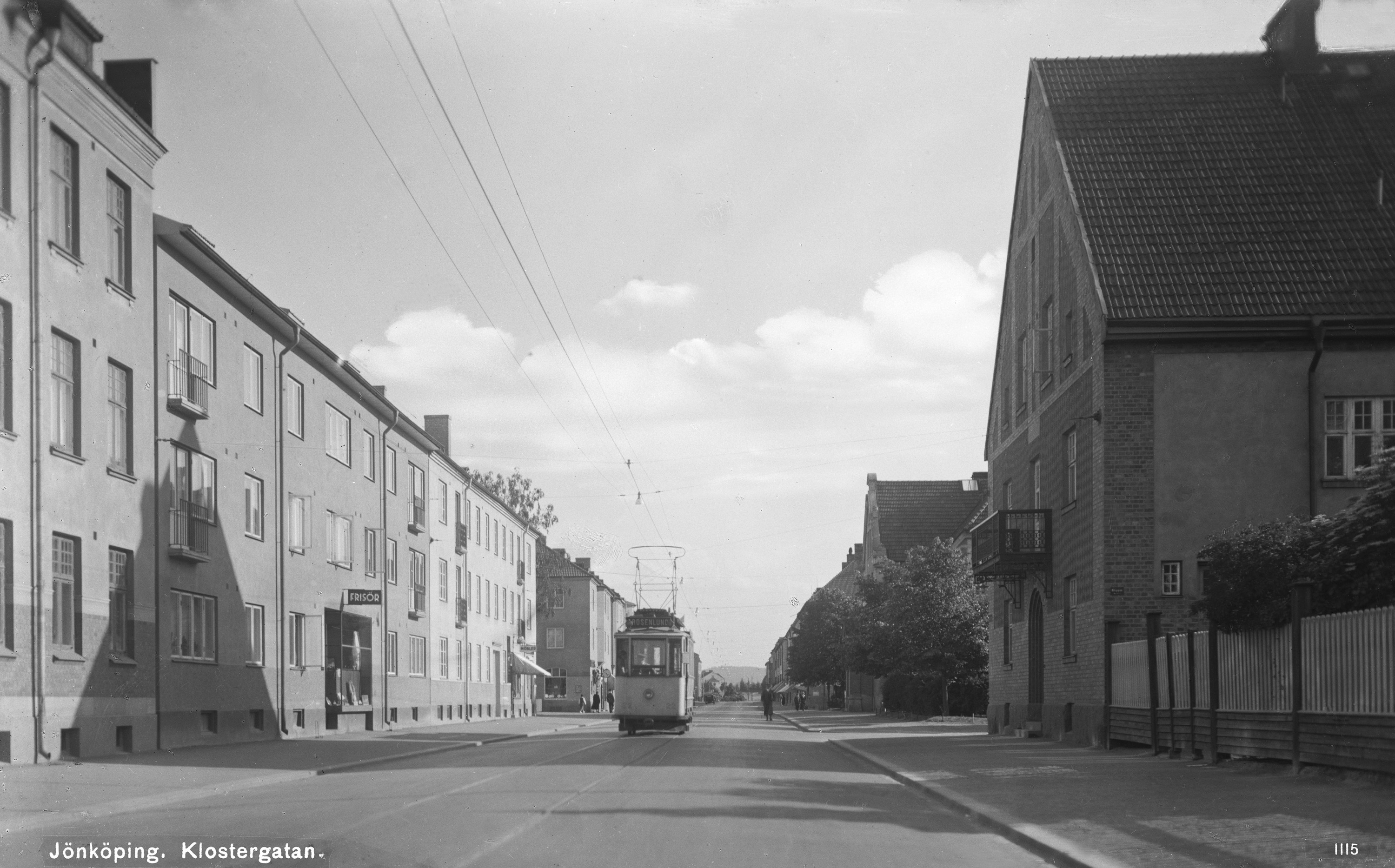
Agnes minne till höger i bilden
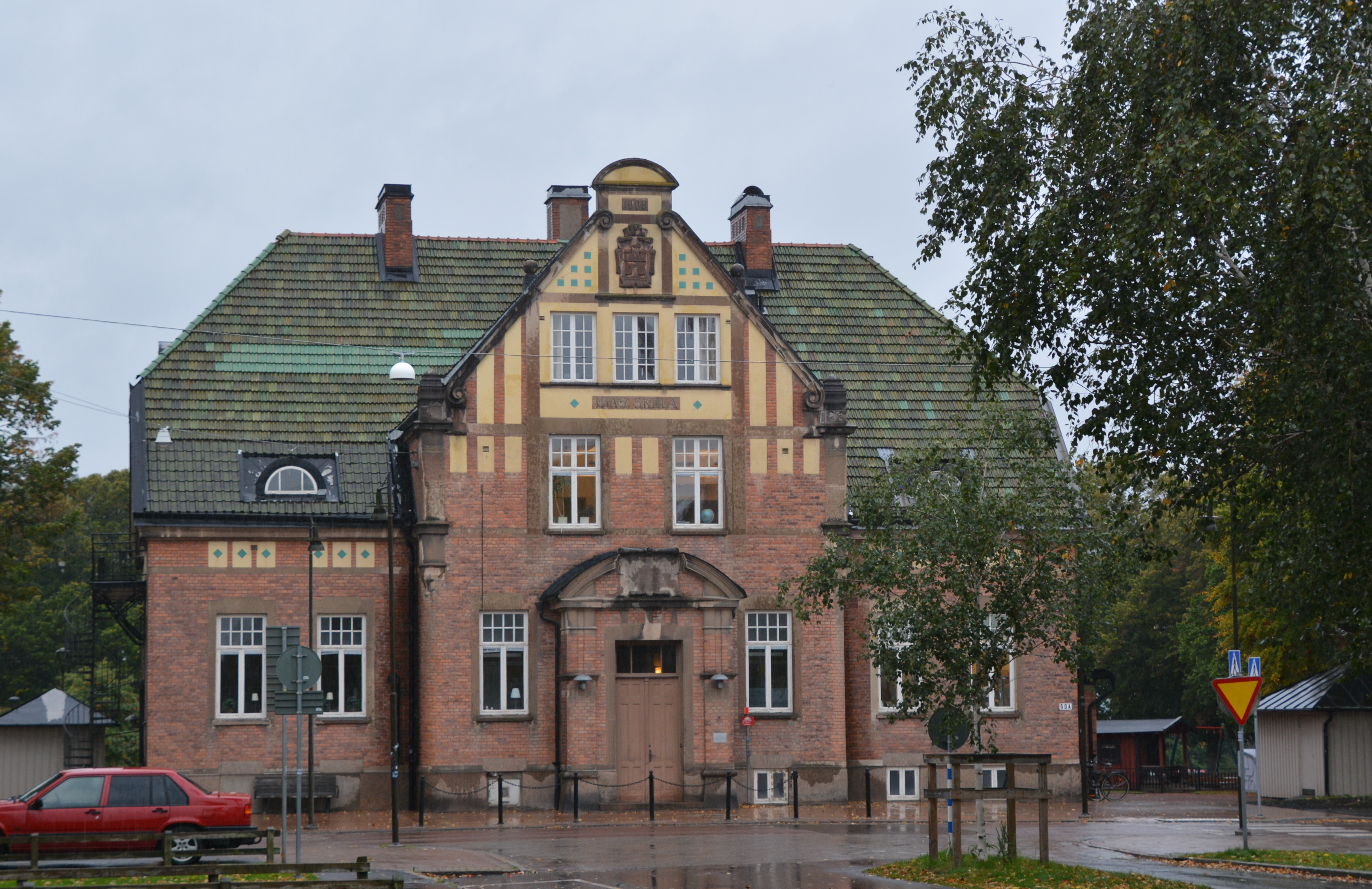
Idas skola
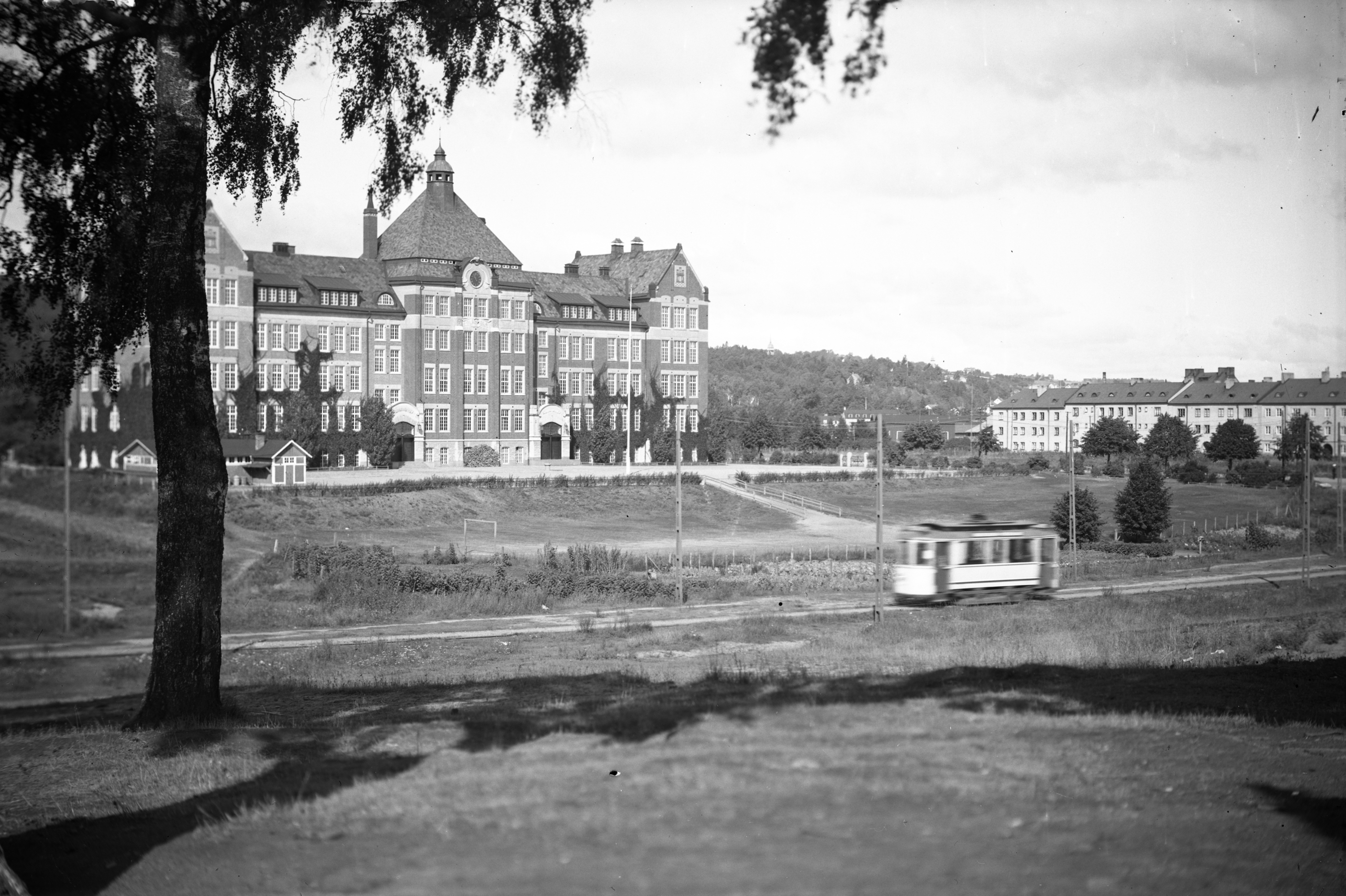
Torpaskolan